# Álvaro de Saavedra

Rota das viagens de Saavedra

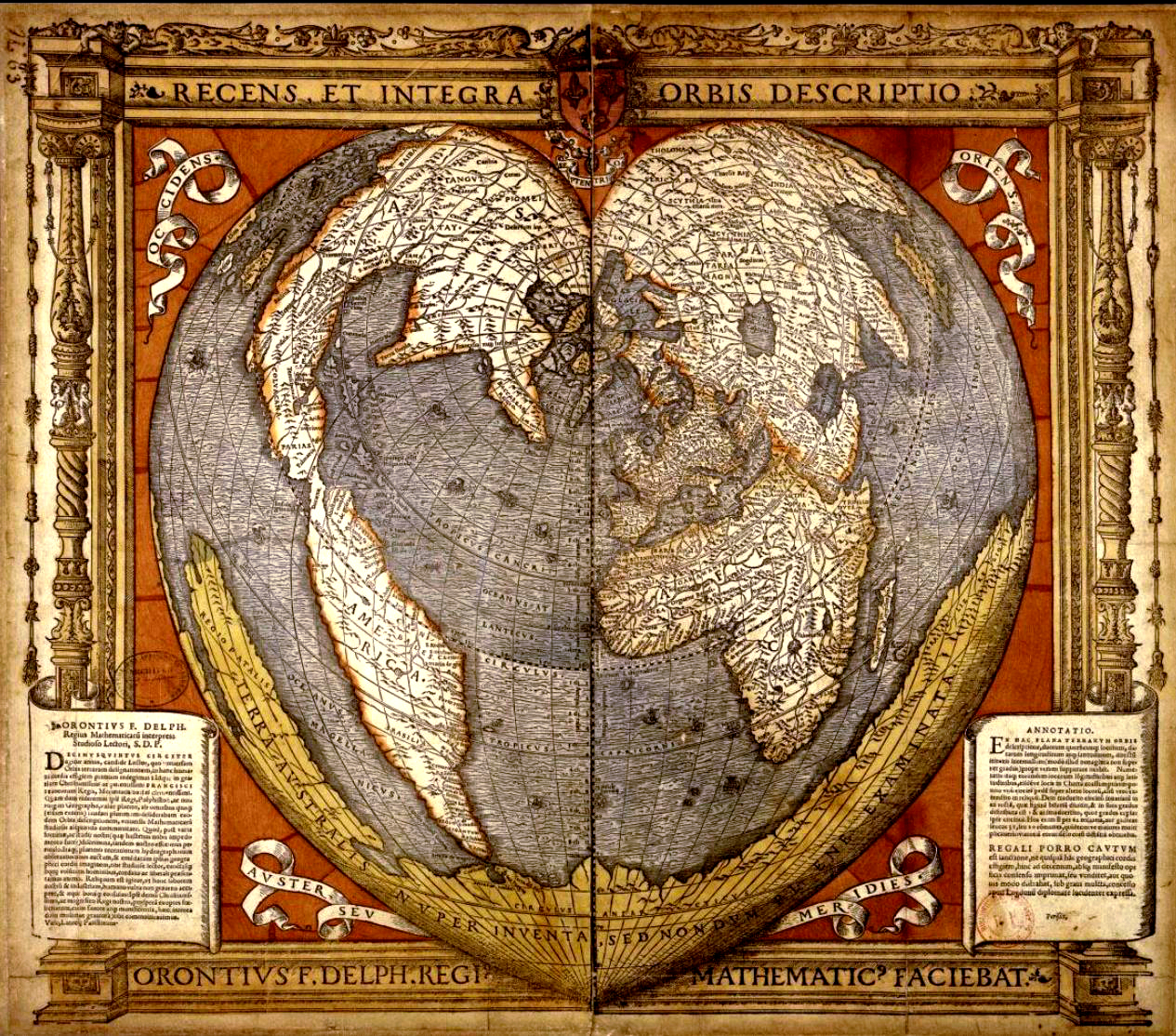
Mapamundi, 1536

Álvaro de Saavedra Cerón (Espanha, ? - Oceano Pacífico, 1529) foi um dos primeiros navegadores europeus a cruzar o oceano Pacífico. Desconhece-se o lugar e a data exacta de seu nascimento, mas sabe-se que nasceu a fins do século XV ou a princípios do XVI. Era espanhol de nascimento e primo de Cortés, a quem acompanhou à Nova Espanha, hoje México, em 1526. Morreu quando procurava regressar ao México.

## Viagens no Pacífico
Em 1527 Fernando Cortés preparou uma expedição que tinha como objetivo encontrar novas terras no "Mar del Sur" (oceano Pacífico), e encarregou o seu primo Álvaro Saavedra da expedição. Outro objectivo desta viagem seria encontrar a nave Trinidad enviada por Magalhães às Filipinas, que se considerava perdida nessa área.
Em 31 de outubro de 1527 zarparão de Zihuatanejo, (México, Nova Espanha) três naves de nome Florida, Espírito Santo, e Santiago, rumo ao Pacífico. Atravessaram o Pacífico e percorreram a costa norte de Nova Guiné, que nomearam Ilha de Ouro, e a 3 de outubro de 1528 chegou às ilhas Molucas só uma das naus. 
A 27 de março de 1528 chegou a Tidore a nau Florida de Álvaro de Saavedra, onde encontrou à expedição de García Jofre de Loaísa. A Florida partiu para Nova Espanha em 14 de junho de 1528, carregada com sessenta quintais de cravo, mas teve de regressar a Tidore, em 19 de novembro de 1528. 
Na tentativa de regressar ao México, foi desviado pelos ventos alisios do nordeste, que o lançaram de novo às Molucas. Algum tempo depois Álvaro Saavedra tentou novamente o regresso mas navegando mais abaixo, pelo sul. Voltou de novo à costa de Nova Guiné, uma das poucas ilhas conhecidas do Pacífico nessa época, e após receber água e alimentos dos nativos dirigiu-se ao nordeste, onde terá descoberto grupos das ilhas Marshall e as ilhas do Almirantado.
Desembarcou na pequena ilha de Eniwetok, onde prosseguiu sua viagem para o leste, e novamente foi surpreendido pelos ventos, que o levaram pela terceira vez às ilhas Molucas. Em 3 de maio de 1529, ao tentar de novo regressar à Nova Espanha (México), surpreendeu-o uma tempestade e novamente teve de regressar, chegando a Gilolo em 8 de dezembro de 1529, mas morrendo Álvaro de Saavedra no trajecto.